# Bayrisch Blockmalz

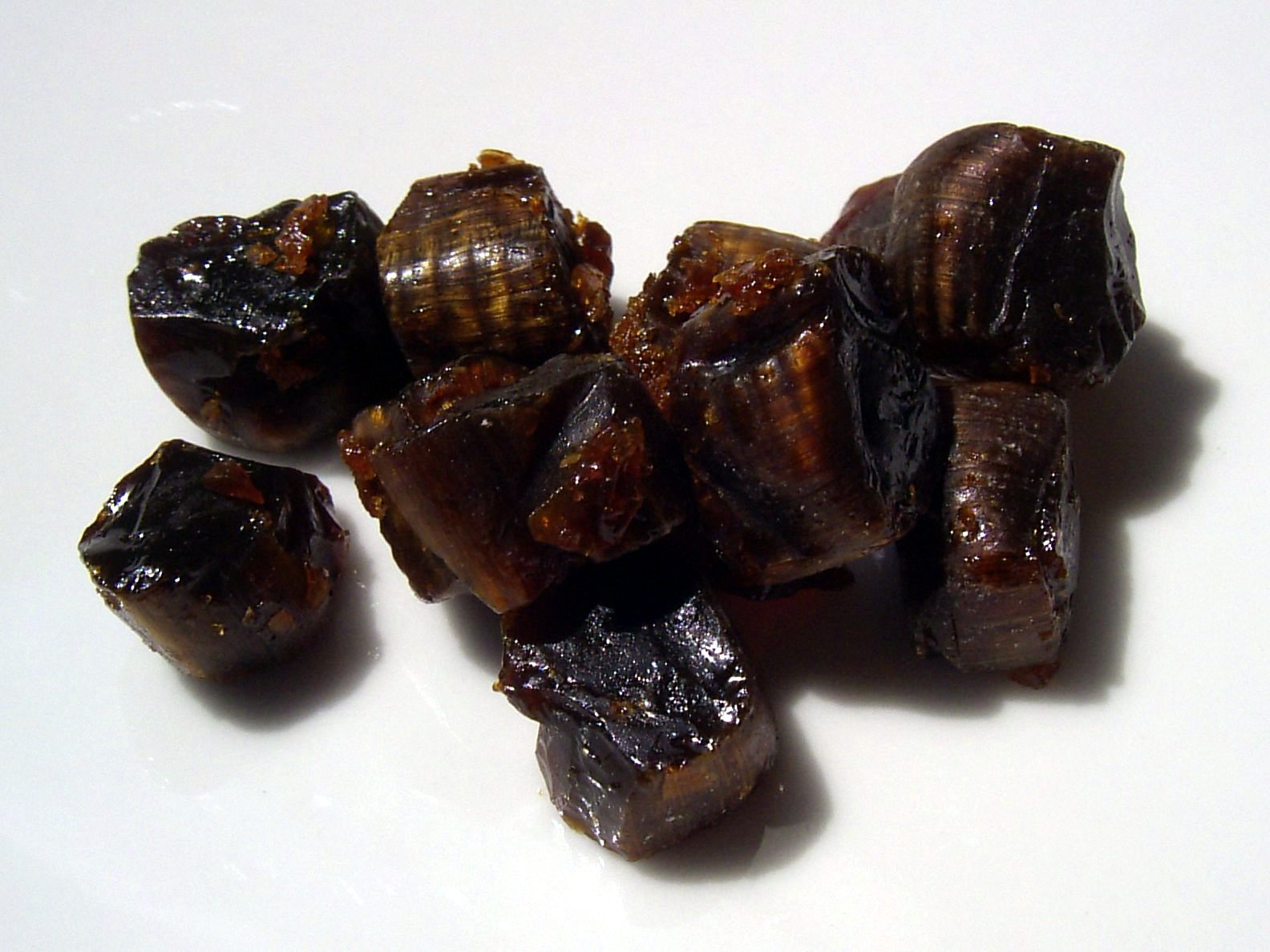
Bayrisch Blockmalz

Bayrisch Blockmalz ist ein bayerisches Hartbonbon. Es besteht aus Zuckerkaramell (aus verschiedenen Zuckerarten und Glukosesirup) und mindestens 5 % Malzextrakt (bzw. 4 % Trockenmalzextrakt). Der Geschmack der dunkelbraunen Bonbons ist malzig-süß. Die Bonbons haben in der Regel ein Gewicht von sechs bis neun Gramm pro Stück und eine grob gestanzte Blockform.

## Geschichte
Seinen Ursprung hat Bayrisch Blockmalz in der 1899 in Nürnberg eröffneten Drogerie von Carl Soldan. Diese Drogerie entwickelte sich später zur Großhandlung und vertreibt noch heute unter dem Namen Dr. C. Soldan GmbH Bayrisch Blockmalz. Ursprünglich war dabei das Blockmalz als Mittel gegen Husten und Rachenentzündungen gedacht. Bayrisch Blockmalz wird teilweise auch heute noch in heißer Milch oder Tee aufgelöst, da es angeblich gegen Husten und Heiserkeit wirken soll. Erhältlich ist Bayrisch Blockmalz heute in Supermärkten, aber auch in Apotheken und Drogerien. Seit 28. November 2018 ist Bayrisch Blockmalz ein Produkt mit geschützter geographischer Angabe.

## Herstellung
In Bayern gibt es drei industrielle Hersteller für Bayrisch Blockmalz, die zusammen in den 2010er Jahren ca. 200 Tonnen Bayrisch Blockmalz jährlich herstellten.
Das Malz für die Bonbonherstellung wird ähnlich dem Malz für die Bierherstellung gewonnen. Dabei wird unter Luftzufuhr in einer feuchten Umgebung das Getreide (z. B. Gerste) zur Keimung gebracht. Danach wird die Keimung durch schonendes Trocknen (Darren) beendet. Der so gewonnene Malzextrakt wird unter Zugabe von Wasser mit den anderen Zutaten vermengt. Anschließend wird die Masse zum Zwecke der Wasserreduktion erhitzt. Zur weiteren Eindickung dient ein Staustufensystem, das die Masse in ungefähr sieben Minuten in dünn aufgetragenen Bahnen bei 150 °C durchläuft. Hierbei entsteht die typische dunkelbraune Farbe, wenn beim so genannten Feuerbrennen der Zucker karamellisiert. Der Restwassergehalt der Bonbonmasse beträgt am Ende dieses Prozesses etwa zwei Prozent. Nachdem die Bonbonmasse auf etwa 80 bis 90 °C heruntergekühlt wurde, werden die dünnen Bahnen mit einem Hackmesser grob zerteilt. Die vollständig abgekühlten Bonbons werden teilweise noch in einer Bestäubungstrommel mit Staubzucker überzogen.